# Amlukdara-Stupa

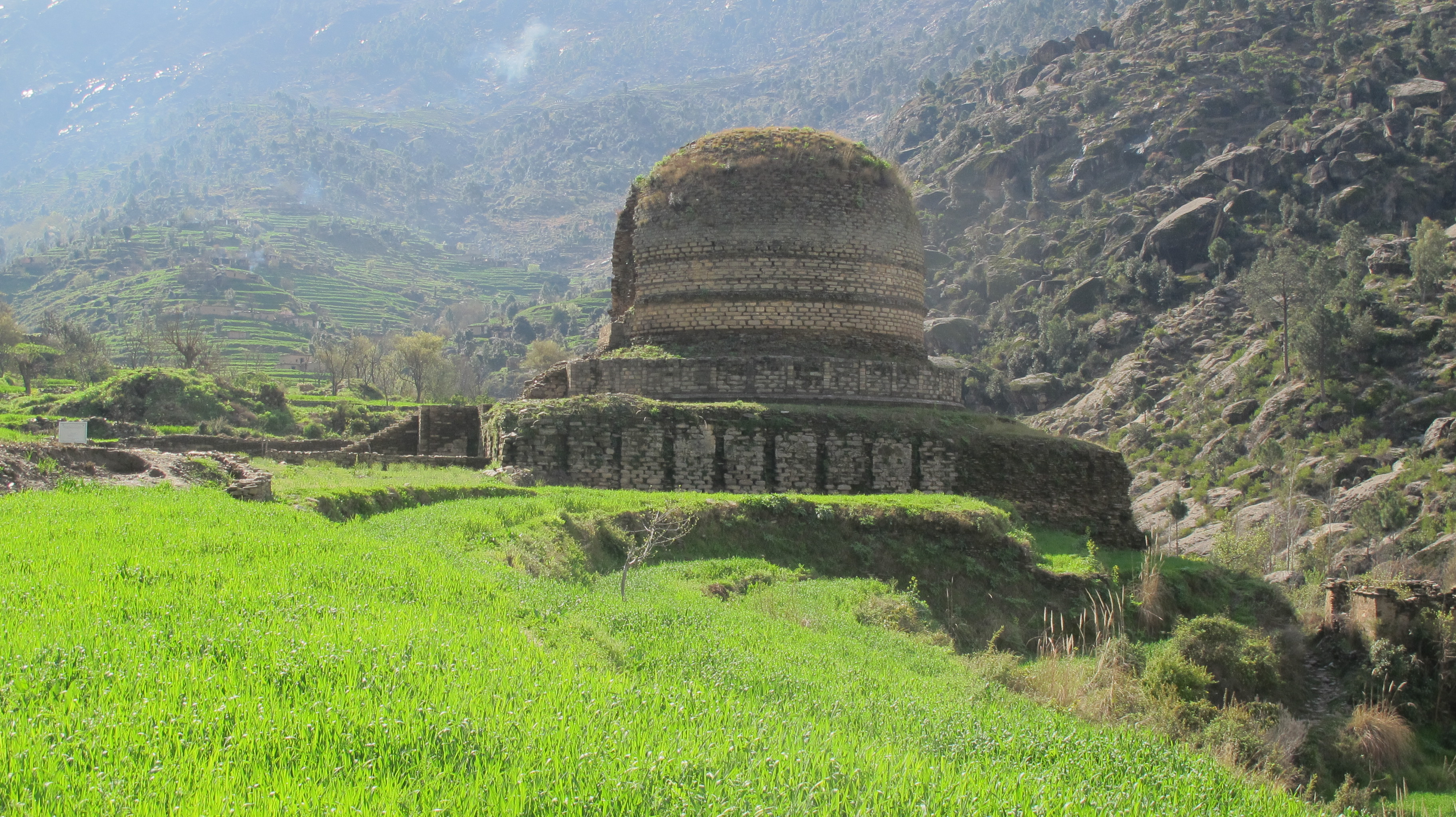
Amlukdara-Stupa

Der Amlukdara-Stupa ist – neben dem nahegelegenen Shingardara-Stupa – einer von mehreren weitgehend noch halbwegs gut erhaltenen buddhistischen Stupas im Distrikt Swat im Norden Pakistans.

## Lage
Der Amlukdara-Stupa befindet sich in einer Höhe von gut 950 m etwa 7 km südöstlich der Stadt Barikot zu Füßen des Elum Ghar (oder Mount Elum), des mit etwa 2800 m höchsten Berges in der näheren Umgebung des Swat-Tals. Die Stadt Barikot ist gut 210 km (Fahrtstrecke) von der pakistanischen Hauptstadt Islamabad entfernt.

## Geschichte

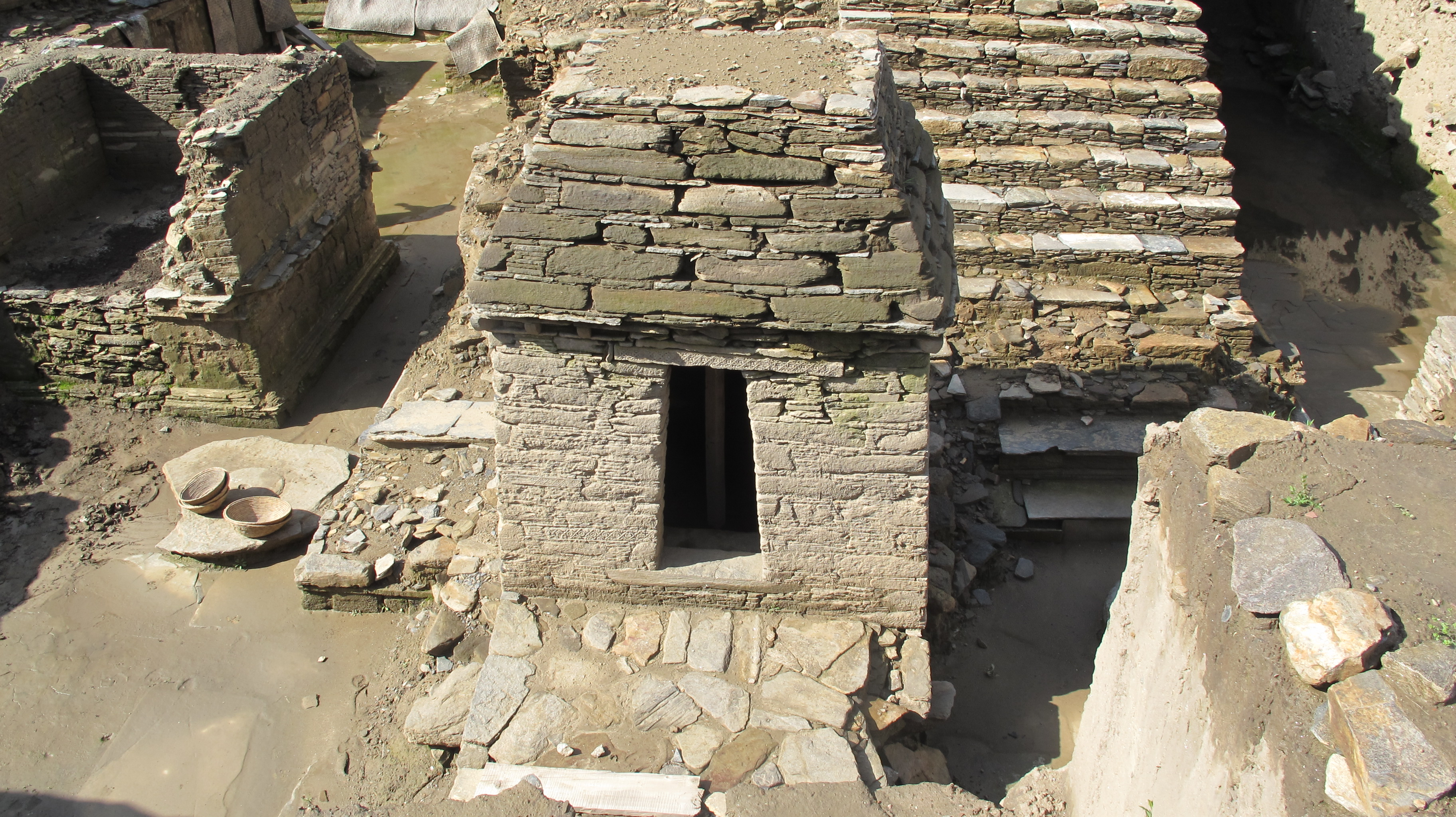
Gebäude im Bereich des Klosters

Der Stupa dürfte im 2. Jahrhundert n. Chr. unter der Herrschaft des Kuschana-Herrschers Kanischka entstanden sein; andere datieren ihn ins 3./4. Jahrhundert. Die Stätte war noch im 7./8. Jahrhundert von Mönchen (bhikkhus) bevölkert – aus dieser Zeit stammt wahrscheinlich der einzigartige Tempel-Stupa im Bereich der Klosteranlage. Spätestens nach der islamischen Invasion gerieten das Kloster und der Stupa in Vergessenheit. Die Briten, genauer der Forschungsreisende Aurel Stein, entdeckten ihn im Jahr 1926; im Jahr 1938 fanden Ausgrabungen statt, bei denen einige Skulpturen im Gandhara-Stil entdeckt wurden. Die steinerne Außenhaut des Baukörpers wurde restauriert; seitdem ist er jedoch dem allmählichen Verfall anheimgegeben. Eine tiefe Bresche in der Außenhülle des Stupa weist auf die Aktivitäten von Raubgräbern in jüngerer Zeit hin.

## Architektur
Die Füllmasse des etwa 14 m im Durchmesser und insgesamt ca. 20 m in der Höhe messenden Stupa besteht aus unbehauenen Steinen und Erde; lediglich die Außenhaut wurde mit exakt behauenen Steinen gestaltet. Diese sind an der gesamten Sockelzone, die teilweise noch immer von einer – später hinzugefügten (vgl. Butkara-Stupa) – quadratischen, 4 m hohen Plattform (medhi) umgeben ist, größtenteils verschwunden. Der zylindrische Teil des eigentlichen Stupa, dessen Halbkugelform (anda) noch weitgehend erhalten ist, war anscheinend mehrfach gegliedert; der untere Teil zeigt eine Pilastergliederung, die auch als Zaun (vedika) gedeutet werden kann. Im Scheitelpunkt der Halbkugel erhob sich ursprünglich eine Umzäunung oder ein Kasten (harmika) sowie ein Ehrenschirm (chhatra) – von Letzterem wurden Bruchstücke gefunden.

## Umgebung
In einer Entfernung von ca. 1,5 km befinden sich mehrere – teilweise zerstörte – Felsreliefs Buddhas.